# Ринківська сільська рада (Петуховський район)
Ри́нківська сільська рада (рос. Рынковский сельский совет) — сільське поселення у складі Петуховського району Курганської області Росії.
Адміністративний центр — село Ринки.
Населення сільського поселення становить 474 особи (2017; 600 у 2010, 803 у 2002).

## Склад
До складу сільського поселення входять:
| Населений пункт              | Населення, осіб (2002) | Населення, осіб (2010) |
| ---------------------------- | ---------------------- | ---------------------- |
| Новогеоргієвка 1-а, присілок | 92                     | 66                     |
| Ринки, село                  | 606                    | 482                    |
| Староберезово, присілок      | 105                    | 52                     |